# Malik Yoba
Malik Yoba, né le 17 septembre 1967 à New York, dans le Bronx, en État de New York, aux (États-Unis), est un acteur américain et chanteur occasionnel.
Il est connu pour son rôle en tant qu'acteur principal de la série télévisée policière New York Undercover de 1994 à 1998, mais il est également apparu dans des films comme Rasta Rockett, Copland et Criminal.

## Biographie

### Jeunesse, formation & débuts
Yoba est le quatrième de six enfants. Né Abdul-Malik Kashie Yoba dans le Bronx, à New York, fils de Mahmoudah Young (née Lanier) et Abdullah Yoba,. Yoba se dit « théoriquement chrétien, philosophiquement bouddhiste » (« Theoretically I am a Christian, but philosophically I am a Buddhist »).

### Parcours
Il est intervenu dans la série Arrested Development dans le rôle récurrent d'Ice, un chasseur de primes. Il a tenu le rôle de Brock Harris dans la sitcom Girlfriends. Yoba est aussi apparu dans la série Thief et en 2007 auprès de Jeff Goldblum dans Raines.

## Filmographie

### Cinéma
- 1993 : Rasta Rockett : Yul Brenner
- 1995 : Smoke : The Creeper
- 1997 : Cop Land : Detective Carson
- 2004 : Criminal de Gregory Jacobs : Frank Hill
- 2005 : Kids in America de Josh Stolberg (en) : Will Drucker
- 2007 : Pourquoi je me suis marié ? : Gavin
- 2010 : Pourquoi je me suis marié aussi ? : Gavin
- 2015 : Brotherly Love : coach Overbrook
- 2018 : Take Point : Gerald

### Télévision
- 1994 : New York, police judiciaire (épisode "Wager" : Pat Williams)
- 1995 : New York Undercover : Det. J.C. Williams (1994-1998)
- 2000 : Bull : Corey Granville
- 2003 : La Quatrième Dimension (épisode "Developing" : Shawn)
- 2004 : Arrested Development : Ice
- 2004 : The Days : Gib Taylor
- 2005 : Girlfriends : Brock
- 2006 : Thief : Elmo « Mo » Jones
- 2006 : Phénomène Raven : Juge
- 2009 : Defying Gravity : Ted Shaw
- 2010 : Justified : Toby Griffin
- 2011 : Alphas : Bill Harken
- 2012 : Person of Interest : Andy Wilcox
- 2013 : Betty and Coretta : Martin Luther King
- 2013 : Revolution : Jim Hudson / Henri Bemis
- 2014 : Turks & Caicos : Jim Carroll
- 2014 : Ma parole contre la leur : Coach Tim Miller
- 2015 : Limitless : John Kellerman / Rooney
- 2015 : Empire : Vernon Turner
- 2016-2017 : Designated Survivor : Jason Atwood, directeur adjoint du FBI

## Voix françaises
- Thierry Desroses dans :
  - Rasta Rockett
  - Copland
  - Pourquoi je me suis marié ?
  - Pourquoi je me suis marié aussi ?

- Pascal Germain dans (les séries télévisées) :
  - Revolution
  - New York Undercover

- Jean-Paul Pitolin dans (les séries télévisées) :
  - Empire
  - Alphas

- Frantz Confiac dans (les séries télévisées) :
  - Defying Gravity
  - Thief

- Lucien Jean-Baptiste dans Criminal
- Emmanuel Jacomy dans Raines (série télévisée)
- Frédéric Souterelle dans Designated Survivor (série télévisée)